# Euryparyphes paraflexuosus
Euryparyphes paraflexuosus är en insektsart som beskrevs av Scott LaGreca 1993. Euryparyphes paraflexuosus ingår i släktet Euryparyphes och familjen Pamphagidae. Inga underarter finns listade i Catalogue of Life.